# 山崎清次
山崎 清次（日語：やまざき せいじ、1891年1月18日 - 1959年11月1日）為大日本帝國陸軍軍人。最終階級陸軍中將。

## 經歷
東京都出身。1912年（明治45年）5月、陸軍士官學校（24期）畢業。同年12月、任官砲兵少尉。
1938年（昭和13年）7月、進級砲兵大佐就任野砲兵第21聯隊長，中日戰爭參戰、執行南京付近警備任務。1940年（昭和15年）8月、異動為陸軍野戰砲兵學校教導聯隊長。1941年（昭和16年）7月、任第51砲兵團長、同年10月、昇進陸軍少將。
1942年（昭和17年）8月、任北支那方面軍付，1943年（昭和18年）6月、任支那派遣軍砲兵教育隊長。1945年（昭和20年）1月、就任第52軍隷下第8砲兵司令官，構築千葉縣佐倉陣地。同年4月、昇進陸軍中將。同年5月、任命為近衛第3師團長、於千葉縣成東準備本土決戰、沒有交戰最後迎接終戰。